# Papuaea
Papuaea là một chi thực vật có hoa trong họ, Orchidaceae.